# Kim Saryang
Dans ce nom coréen, le nom de famille, Kim, précède le nom personnel.
Pour les articles homonymes, voir Kim.
Kim Saryang (coréen : 김사량, hanja : 金 史良, prononcé Kin Shirō en japonais, 3 mars 1914 – octobre 1950) est un écrivain nippo-coréen au cours de la période coloniale japonaise.
Au début du XXIe siècle, il est considéré par les critiques coréens et japonais comme le père fondateur de la littérature des Zainichi.

## Biographie
Kim Saryang est né à Pyongyang sous le nom de Kim Si-chang (김시창) dans une famille chrétienne. Comme la péninsule venait de passer sous le contrôle des Japonais, il reçoit la plus  grande partie de son instruction en japonais. En 1931, il est expulsé de son lycée pour avoir mené des actions subversives. Kim Saryang rentre à l'université impériale de Tokyo en 1936 dans la section de la littérature allemande et publie son œuvre principale, Hikari no naka ni en 1939 dans le Bungeishuto peu après avoir terminé ses études. Cette courte histoire est bien reçue et il est nommé pour le dixième prix Akutagawa. 
Kim retourne en Corée en 1941 et écrit dès lors en coréen. Pour échapper au contrôle des Japonais, il rejoint ensuite Yenan en Chine où se trouve une importante faction de Coréens communistes. Après la libération, il devient vice-président de la Fédération des arts et de la littérature en Corée du Nord,. Rapidement, ses textes vont refléter la ligne du parti car il suit la demande que le gouvernement a fait aux écrivains de contribuer à la construction de ce nouveau pays. Ainsi, Palsaktung, son premier texte publié dans le Choseon Sinmun, traite des réformes agraires de mars 1946. Son drame, Le tonnerre, publié en aout 1946, fait partie du mouvement de l' »incarnation du chef ». Le 28 septembre 1946, lors d'une discussion avec d'autres artistes, il déclare qu'il essaie de devenir un « artiste qui produit de l'art pour le bien du peuple et qui sert vraiment le peuple ». Il critique également son côté petit bourgeois et demande que les écrivains aient l'occasion de pouvoir produire leurs œuvres tout en travaillant au côté des paysans et des ouvriers.  
En décembre 1946, lors de l'incident d'Unghyang, il fait partie du jury qui condamne l'association littéraire de Wonsan pour avoir publié une anthologie (Unghyang) dont les textes n'étaient pas assez politiques et ne défendaient pas suffisamment les idées progressistes.
Dès lors, la littérature en Corée du Nord est fermement contrôlée par le Parti du travail. Malgré son engagement, Kim Saryang est lui aussi la cible de critique qui se porte essentiellement sur sa nouvelle,  Chilhyeon (1949), qui décrit sa rencontre avec un ouvrier. 
Au début de la guerre de Corée, les journaux de Pyongyang publient ses rapports désinvoltes concernant l'avancée rapide de l'armée populaire et les pertes américaines. Il meurt au mois d'octobre 1950 au moment d'une contre-offensive des forces de l'ONU.

## Œuvres
- « Hikari no naka ni », (Dans la lumière), 1939. Ce texte écrit en japonais raconte l'histoire d'un jeune coréen étudiant au Japon dans une université prestigieuse et qui se heurte aux pressions sociales visant à son assimilation[2].
- « Tenma » (Pégase), nouvelle écrite en japonais et publiée en juin 1940 dans le journal Bungei Shunju. Son personnage principal est un écrivain bilingue venant d'un pays colonisé et attaqué à cause de sa collaboration avec le colonisateur[1].
- « Hojop » (Papillon), un portrait héroïque des combattants coréens de Yenan.
- « Zapiski voennogo korrespondenta » (Notices d'un correspondant de guerre) publié à Moscou en 1952 dans Koreia boretsia (La Corée est en difficulté.).